# سيتروس
سيتروس (باليابانية: シトラス، بالروماجي: Citrus) مانغا يوري يابانية من تأليف ورسم سابوروتا، ونشرت لأول مرة في مجلة كوميك يوري هيم ما بين نوفمبر 2012 وأغسطس 2018، اقتبست القصة في أنمي تلفزيوني مكون من 12 حلقة ستوديو Passione تولى مهمة الإنتاج وقد تم عرضه في شتاء 2018 تحت نفس العنوان، وفي نهاية اخر فصل تم نشره في 18 أغسطس 2018 تم الإعلان عن حصول المانغا على قصة جانبية بعنوان سيتروس بلس (باليابانية: シトラスプラス، بالروماجي: Citrus Plus) من تأليف سابوروتا والتي بدأ نشرها في ديسمبر 2018.

## القصة
يوزو فتاة جامحة ولعوبة ودائماً تصنف ضمن الفتيات الثائرات، لكن ذلك كله مجرد تمثيل لأنها لم تجرب طعم الحب ولو مرة في حياتها، لكن ذلك يتغير عندما تنتقل بعد زواج أمها إلى مدرسة صارمة معقدة القوانين وتنافي تماماً أسلوب حياتها الذي كانت تعيشه حتى الآن، وعندها تلتقي وجها لوجه مع رئيسة مجلس الطلبة التي لا تتساهل معها أطلاقاً، تعود يوزو منهكة لمنزلها الجديد ظناً منها أنها ستجد بعض الراحة، ولكن تنتظرها مفاجأة أكبر...

## الشخصيات

### الشخصيات الرئيسية
- يوزو آيهارا (藍原 柚子 Aihara Yuzu؟)الأداء الصوتي: أيانا تاكيتاتسو

بطلة القصة والأخت الكبرى غير الشقيقة  لمي آيهارا . والدها توفي عندما كانت ما تزال صغيرة. صبغت شعرها للأشقر، تمتلك عيون خضراء. جريئة وصريحة وعادةً عديمة الخجل؛ الوحيدة التي تنتقل إلى مدرسة البنات (أكاديمية آيهارا للبنات) بعد زواج أمها ثانيةً. وهي محبة للموضة والماكياج وتخصيص الزي المدرسي بطرق تتعارض مع القواعد السلوكية لمدرستها، مما يؤدي في كثير من الأحيان إلى مشادات مع مجلس الطلبة. على الرغم من أن أصدقاءها السابقين كانوا يعتقدون أنها خبيرة في المواعدة والعلاقات، إلا أنها تعترف أنها لم يكن لديها أبداً حبيب.
فور أنتقالها تتصادق مع هارومي تانيغوتشي ذات الميول المشتركة معها، والأثنتين عادةً ما تُشاهَدان تكسران قوانين المدرسة معاً. من ناحية أخرى، تكره مي على الفور، وهي في حيرة من مواقفها الباردة وتقدمها الجنسي العشوائي. وعلى الرغم من هذا، شيئاً فشيئاً يتحول إحباط يوزو إلى جاذبية رومانسية قوية، وهي تطور حماساً لمي واهتمامًا كبيرًا برفاهيتها. وبالرغم من أن يوزو تكافح مع اهتمامها الرومانسي لمي؛ فهي تحاول جهدها لتكون شخصية أخت جيدة.
- مي آيهارا (藍原 芽衣 Aihara Mei؟)الأداء الصوتي: مينامي تسودا

مي هي رئيسة مجلس الطلبة الجميلة والرصينة وطالبة الشرف وحفيدة رئيس المدرسة والآن هي شقيقة يوزو الأصغر سناً (على الرغم من أن الأثنتين منهما في نفس السنة والصف معاً). هي صارمة وباردة وهادئة لكن لديها مزاج قصير. على الرغم من أنها تحظى باحترام كبير من قبل هيئة الطلاب؛ يمكنها في بعض الأحيان التصرف أو التحدث بقسوة. هذه السمة، فضلا عن حقيقة أن مي غالبا ما تجعل من التقدم الجنسي تجاهها إلى مجرد تلاعب، مما يحبط يوزو إلى حد كبير.
رُتبت مي في البداية للزواج من معلم النخبة في مدرستها، لكن يوزو اكتشفت لاحقاً أنه كان ينوي استخدامها فقط من أجل مالها وكشفت عن تجاوزاته، مما أدى إلى مغادرته. كما يحصل ليوزو للتعرف عليها أكثر؛ تظهر أنها حساسة ووحيدا نوعاً ما، الأمر الذي يثير الجانب الوقائي ليوزو. نظرت مي مرة واحدة إلى والدها بعظمة، معتقدة أنه سيكون في يوم من الأيام رئيساً للمدرسة وهي ستخلفه بعده. بدلاً من ذلك ترك منصبه كمدرس وتخلّى عن مي للسفر حول العالم، مما جعل مي خلفاً للمدرسة وزاد من عبء عملها بسبب ذلك.
عملت مي من أجل والدها، معتقدة أنها يجب أن تعمل بجد وتحافظ على سلامة المدرسة عند عودته، ولكن عندما تدرك أنه لا ينوي العودة إلى العمل في المدرسة، فإنها تشعر بالاستياء وتتدهور العلاقة بينهما. على الرغم من أنها ترغب في تحسين علاقتها مع والدها، إلا أنها تناضل من أجل قبول ما أصبح عليه، وتشعر أنها لا تملك أي شيء متبقي تعيش لأجله لأن رعاية المدرسة من أجل والدها كان هدفها المفترض في الحياة.
- هارومي تانيغوتشي (谷口 はるみ Taniguchi Harumi؟)الأداء الصوتي: يوكيو فوجي

غالباً ما يشار إليها بأسم (Harumin (はるみん، مرحة، طيبة القلب، متفهمة، مزوحة، رخيّة البال وفوق كل شيء صديقة جيدة أتجاه يوزو. تصادق يوزو في أول يوم لها في المدرسة، تدعو نفسها «فتاة تحت التمويه». وتُري يوزو الحيل في مدرستها الجديدة. على الرغم من أنها كانت تتكيف مع التناسب في المدرسة، وكانت هارومي أيضاً قد إنتقلت وتختلف تماما عن الفتيات المحافظات المحاطات من حولها بعدم وجود اهتمام في التودد لمي آيهارا، رئيسة مجلس الطلبة، وغالبا ما تكسر قوانين المدرسة من خلال جلبها لهاتفها إلى المدرسة، والخروج بعد ساعات المدرسة، وغالباً ما تعين يوزو في حياتها المتقلبة.
- ماتسوري ميزوساوا (水沢 まつり Mizusawa Matsuri؟)الأداء الصوتي: ساياكا هورينو (الإعلان الترويجي والسي دي دراما) شيوري إيزاوا (الأنمي)

طالبة في السنة الثانية في المدرسة المتوسطة، ناضجة وذكية بالنسبة لعمرها، هي صديقة طفولة يوزو التي عاشت بالقرب منها قبل أن تنتقل إلى أكاديمية آيهارا، ماتسوري هي الطفلة الوحيدة التي يعمل والداها دائمًا ولا يلتفتان إليها حقاً. يمكن أن تكون مؤذية في بعض الأحيان وتستمتع بمضايقة الناس، خاصةً يوزو وهارومي. وهي مثل مي، تميل إلى أن تكون لعوبة.
- هيميكو موموكينو (桃木野 姫子 Momokino Himeko؟)الأداء الصوتي: يوريكا كوبو

هيميكو هي عضوة مجلس الطلبة وصديقة طفولة مي واليد اليمنى الحالية لها. هي من عائلة غنية جداً، لديها سائق وخادم واحد على الأقل. في عطلة نهاية الأسبوع ترتدي موضة لوليتا وتقوم بنزهة لكلبها الصغير المدعو بوتشي. صارمة، مقدامة وغيورة، ولها شخصية متقلبة. تحب مي وهي حيازية جداً لها، تصبحت غيورة عندما تدخل يوزو حياتها.
- كايو ماروتا (丸田 加代 Maruta Kayo؟)الأداء الصوتي: إيكومي هياما

النائبة الثانية لمجلس الطلبة، طالبة خجولة في السنة الثانية قريبة جداً من ميتسوكو شقيقة هارومي، أصبحت نائبتها قبل مغادرة ميتسوكو المدرسة. هي الوحيدة التي تمتلك الجرئة الكافية للتحدث مع ميتسوكو بشكلٍ عفوي، حتى أنها تشير لها ب(مي-تشان)(Micchan)
- سارة تاتشيبانا (タチバナ・サラ Tachibana Sara؟)الأداء الصوتي: كانيموتو هيساكو

سارة هي طالبة من مدرسة مختلفة. تقع في حب مي من النظرة الأولى، ولكن بعد اكتشاف علاقتها مع يوزو، تتخلى عن مي من أجل دعم حبهما. سارة شديدة الخرافات وتؤمن بشدة بأشياء مثل الحظ والقدر. هي قصيرة جدا، ولها أخت توأم أصغر سناً، تدعى نينا.
- نينا تاتشيبانا (タチバナ・ニナ Tachibana Nina؟)الأداء الصوتي: ري ماتسوزاكي

هي أخت سارة التوأم الصغرى، التي صادف أنها طويلة بشكلٍ كبير. إنها متشككة ولا تؤمن بالقدر. وهي تقلق كثيرا على سارة، لذلك حاولت مساعدتها هي ومي لجمعهما سوياً، وحاولت منع يوزو من التدخل في طريقهم.

## الوسائط

### المانغا
سيتروس، بتأليف ورسم سابورتا، تسلسلت في مجلة كوميك يوري هيم التابعة لـ Ichijinsha من 17 نوفمبر 2012 إلى 18 أغسطس 2018 بواقع 10 مجلدات. ترويجاً للمجلد الثالث من المانغا، تم إصدار إعلاناً ترويجياً يغطي أحداث القصة لتلك النقطة تم نشره على قناة Ichijinsha على يوتيوب في 18 نوفمبر 2014. في 18 يوليو 2015 تم إصدار سي دي دراما مع المجلد 4 للمانغا. حصلت السلسلة على مانغا مكملة بعنوان  Citrus Plus (رسمياً +citrus) بدأ نشرها منذ 18 ديسمبر 2018.

## روابط أضافية
- سيتروس على موقع ANN manga (الإنجليزية)